# Осада Турне (1745)
Осада Турне (фр. Siège de Tournai) происходила с 25 апреля по 19 июня 1745 года и являлась частью Войны за австрийское наследство. Были задействованы французские осадные войска под командованием маршала Морица Саксонского. В результате осады голландский комендант крепости Йохан Адольф Ван Дорт сдался и уступил крепость французам.
После французского вторжения во Фландрию в 1744 году маршалу Морицу Саксонскому было приказано подготовиться к кампании в следующем году. Он выбрал крепость Турне в качестве центральной базы снабжения, так как она образовывала стратегический плацдарм от Шельды до городов Гент, Брюгге, Ат и Монс, которые должны были быть взяты в качестве военных целей. 21 апреля 1745 года 90-тысячная французская армия начала поход на Турне, 25-го перед городом появился авангард, за которыми 26 апреля прибыла основная часть войск.

## Осада города с 25 апреля по 22 мая
Столкнувшись с французским наступлением, Йохан Адольф Ван Дорт приказал поджечь пригороды и совершить вылазку в сторону Орка, которая была пресечена в зародыше французской артиллерией. Вечером 30 апреля осаждающие начали рыть подходные траншеи к воротам Септ-Фонтен на левом берегу Шельды. В то же время артиллерия открыла огонь по передовым сооружениям города.
8 мая 1745 года король Людовик XV и дофин посетили армейский лагерь перед Турне. В тот же день, около 15:00, взрыв порохового погреба в цитадели привел к большому количеству потерь и значительному её повреждению. Вечером случайно произошел взрыв на позициях осаждающей армии, в результате чего были погибшие.
Во время сражения при Фонтенуа туда были переброшена часть армии. Осада была поручена маркизу де Брезе, которому оставили 27 батальонов пехоты и 17½ эскадронов кавалерии. За это время голландская кавалерия совершила вялую вылазку, легко отражённую французами.
Поражение союзников при Фонтенуа означало конец теперь уже изолированной крепости Турне. 18 мая швейцарскому полку Хирцеля и шотландскому полку Маккея удалось занять главный бастион у ворот Септ-Фонтен. Французские батареи продолжили обстрел валов, и 22 мая 1745 года защитники подняли белый флаг, и город был взят. 23 мая была подписана капитуляция.

## Осада цитадели с 1 по 19 июня
После падения города голландский гарнизон отступил в уже поврежденную цитадель, ожидая приказов из Гааги о дальнейших действиях. После восьмидневного затишья он получил приказ продолжать бой. Поэтому осада была возобновлена 1 июня. Цитадель подверглась мощному обстрелу французских пушек и мортир. Несмотря на героическое сопротивление, голландский гарнизон 19 июня сдался. Из-за смелого поведения гарнизону численностью 6500 человек под командованием барона Ван Бракеля было разрешено отойти в Ауденарде с воинскими почестями. Сильно поврежденная цитадель впоследствии была разрушена.
Осада Турне, продолжавшаяся 47 дней, стала самой продолжительной в Войне за австрийское наследство. Турне оставался в руках французов до октября 1748 года. После Аахенского мира он был возвращен австрийцам и голландцам соответственно. В январе 1749 года город покинул последний французский солдат.